# Заливин, Валерий Яковлевич
Валерий Яковлевич Заливин (23 января 1922, Чита — 6 ноября 1968, Москва) — советский актёр театра и кино.

## Биография
Родился 23 января 1922 года в Чите в семье революционеров.
Учился в московской средней школе № 537, которую окончил в 1939 году и поступил на актёрский факультет Театрального училища имени Б. В. Щукина. Во время учёбы, параллельно работал во вспомогательном составе Театра имени Е. Б. Вахтангова и снимался в кино. В 1941 году был отъезд театра в эвакуацию, в связи с чем выбыл из числа студентов. Позже был зачислен на третий курс Московского городского театрального училища, которое окончил в 1943 году. В своё время работал во фронтовой бригаде ВТО.
В 1942 году из выпускников и студентов училища 4 курса был сформирован Московский театр-студия под руководством В. В. Готовцева, где Заливин сыграл множество различных театральных ролей.
В 1960 году запомнился по советской чёрно-белой детской художественной картине «Рыжик», где актёр сыграл главную роль Ивана Раздольева, бедного бродячего артиста по прозвищу «Полфунта». За свою кинематографическую карьеру снялся лишь в нескольких фильмах, не успев раскрыться.
Ушёл из жизни 6 ноября 1968 года в Москве. Урна с прахом захоронена в колумбарии Донского кладбища.

### Личная жизнь
- Жена — Татьяна Ивановна Булкина (1917—1989), актриса театра ЦДТ. В 1945 году появилась на свет общая дочь по имени Светлана[1].

## Фильмография
- 1939 — Молодые капитаны — Огурцов
- 1940 — Старый наездник — эпизод
- 1960 — Рыжик — Иван Раздольев «Полфунта»
- 1963 — Сотрудник ЧК — телеграфист
- 1965 — Чистые пруды — гость Тридесятова
- 1966 — Крылья — гость Тани и Игоря

## Оценочные мнения
- По мнению киноведа Алексея Тремасова, Валерий Яковлевич играл роли своих современников, героические и характерные образы, персонажей героических пьес: Загорского («Горе от ума» А. С. Грибоедова), Штефана Вардию («Ноль по поведению» В. Стоенеску и О. Савы), Кузьму Ивановича («Семья» И. Ф. Попова), Джатаю («Рамаяна» Вальмики"), Аленороса «Волынщик из Стракониц» И. Тыла), Козла («Сказка про козла» С. Я. Маршака), Серёжу Брузжака («Как закалялась сталь» Н. А. Островского), Ваню Кочина («Где-то в Сибири» И. И. Ирошниковой), Алексея «В добрый час» В. С. Розова), Юродивого («Борис Годунов» А. С. Пушкина) и других[1].